# 藤本賢一
藤本 賢一（ふじもと けんいち）は日本の録音技師。日本映画学校（現・日本映画大学）第1期卒業。2012年第35回日本アカデミー賞、2014年第38回日本アカデミー賞の2度にわたり最優秀録音賞を受賞。

## 主な映画作品
- 平成無責任一家　東京デラックス（助手・1995年）
- 君が元気でいてくれると嬉しい（1995年）
- 幻の光（助手・1995年）
- ビリケン（1996年）
- マルタイの女（1997年）
- カラオケ（助手・1999年）
- 鏡の女たち（助手・2003年）
- ALWAYS 三丁目の夕日（助手・2005年）
- パッチギ!（助手・2005年）
- タイヨウのうた（2006年）
- ちーちゃんは悠久の向こう（2007年）
- クライマーズ・ハイ（協力・2008年）
- Sweet Rain 死神の精度（2008年）
- 重力ピエロ（2009年）
- 新宿インシデント（2009年）
- TAJOMARU（2009年）
- 恐怖（2009年）
- 八日目の蝉（2011年）
- 鍵泥棒のメソッド（2012年）
- 鈴木先生（2013年）
- 永遠の0（2013年）
- ふしぎな岬の物語（2014年）
- TOO YOUNG TO DIE! 若くして死ぬ（2016年）
- 海賊とよばれた男（2016年）
- DESTINY 鎌倉ものがたり（2017年）
- 半世界（2019年）
- アルキメデスの大戦（2019年）
- 決算! 忠臣蔵（2019年）
- 52ヘルツのクジラたち（2024年）
- 言えない秘密（2024年）

## 受賞歴
- 第35回日本アカデミー賞最優秀録音賞（2012年、『八日目の蟬』）[1]
- 第38回日本アカデミー賞最優秀録音賞（2014年、『永遠の0』）・優秀録音賞（同年、『ふしぎな岬の物語』）[2]
- 第69回毎日映画コンクール録音賞（『永遠の0』）[3]
- 第74回毎日映画コンクール録音賞（『半世界』）[4]